# Olesia Zykina
Olesia Zykina (Kaluga, Rusia, 7 de octubre de 1980) es una atleta rusa, especialista en la prueba de 4 x 400 m, en la que ha logrado ser subcampeona mundial en 2003 y subcampeona olímpica en 2004.

## Carrera deportiva
En el Campeonato Europeo de Atletismo de 2002 ganó la medalla de oro en los 400 metros, corriéndolos en un tiempo de 50.45 segundos, llegando a meta por delante de la alemana Grit Breuer (plata con 50.70 s) y la británica Lee McConnell (bronce).
En el Mundial de París 2003 ganó la medalla de plata en los relevos 4 x 400 metros, tras Estados Unidos y por delante de Jamaica, siendo sus compañeras de equipo: Anastasiya Kapachinskaya, Natalya Nazarova y Yuliya Pechonkina.
Al año siguiente en las Olimpiadas de Atenas 2004 volvió a conseguir la plata en la misma prueba, y de nuevo tras Estados Unidos y por delante de Jamaica.